# Diver Down
Diver Down är ett album av hårdrocksgruppen Van Halen. Det utgavs den 14 april 1982. Albumet sålde över 5 miljoner exemplar första året. Vid tiden för inspelningen av skivan började interna slitningar mellan Roth och Eddie Van Halen beträffande musikaliska meningsskiljaktigheter.

## Låtlista
| 1. | Where Have All the Good Times Gone! | 3:02 |
| 2. | Hang 'Em High                       | 3:28 |
| 3. | Cathedral (instrumental)            | 1:23 |
| 4. | Secrets                             | 3:28 |
| 5. | Intruder (instrumental)             | 1:39 |
| 6. | Oh Pretty Woman                     | 2:53 |

| 7.           | Dancing in the Street                 | 3:43  |
| 8.           | Little Guitars (Intro) (instrumental) | 0:42  |
| 9.           | Little Guitars                        | 3:47  |
| 10.          | Big Bad Bill (Is Sweet William Now)   | 2:44  |
| 11.          | The Full Bug                          | 3:18  |
| 12.          | Happy Trails                          | 1:03  |
| Total längd: | Total längd:                          | 31:04 |

## Medverkande
Van Halen
- Michael Anthony – basgitarr
- David Lee Roth – sång
- Alex Van Halen – trummor
- Eddie Van Halen – gitarr

Övriga
- Jan Van Halen - klarinett